# Filip Čermelj
Filip Čermelj (Филип Чермељ; sinh 28 tháng 9 năm 1998) là một cầu thủ bóng đá Serbia thi đấu ở vị trí tiền vệ cho Teleoptik, mượn từ Partizan.

## Sự nghiệp câu lạc bộ
Čermelj bắt đầu sự nghiệp bóng đá ở OFK Beograd. Anh trải qua 4 năm ở đội trẻ, trước khi gia nhập Partizan lúc 10 tuổi. Vào tháng 6 năm 2015, Čermelj là một trong bảy cầu thủ trẻ được lên đội chính trong chiến dịch chiến dịch 2015–16. Sau đó anh được trả lại đội trẻ để hoàn thiện.
Vào tháng 7 năm 2016, Čermelj được cho mượn đến đội bóng liên kết Teleoptik. Anh ký hợp đồng chuyên nghiệp đầu tiên cùng với Partizan ngày 31 tháng 1 năm 2017, thời hạn 3 năm. Sau đó, Čermelj tiếp tục thi đấu thường xuyên cho Teleoptik và giúp đội bóng vô địch Serbian League Belgrade mùa giải 2016–17, do đó giành quyền thăng hạng Serbian First League.

## Sự nghiệp quốc tế
Čermelj đại diện Serbia ở cấp độ U-17, ra sân 4 lần tại vòng loại Giải vô địch bóng đá U-17 châu Âu 2015.

## Cuộc sống cá nhân
Čermelj sinh ra ở Mérida, Tây Ban Nha, bố của anh, Miroslav, đá cho Extremadura lúc đó. Anh trai của anh, Luka, cũng là một cầu thủ bóng đá.

## Danh hiệu
Teleoptik
- Serbian League Belgrade: 2016–17